# Резолюции Совета Безопасности ООН 1801—1900
Это список резолюций Совета Безопасности ООН с 1801 по 1900, принятых в период с 20 февраля 2008 г. по 16 декабря 2009 г.
| Резолюция | Дата             | Голосование                                                                 | Вопрос |
| --------- | ---------------- | --------------------------------------------------------------------------- | --- |
| 1801      | 20 февраля 2008  | 15-0-0                                                                      | Ситуация в Сомали |
| 1802      | 25 февраля 2008  | 15-0-0                                                                      | Ситуация в Тиморе-Лешти |
| 1803      | 3 марта 2008     | 14-0-1 (воздержалась: Индонезия)                                            | Нераспространение |
| 1804      | 13 марта 2008    | 15-0-0                                                                      | Ситуация в районе Великих озер (Демократическая Республика Конго) |
| 1805      | 20 марта 2008    | 15-0-0                                                                      | Угрозы международному миру и безопасности, вызванные террористическими актами |
| 1806      | 20 марта 2008    | 15-0-0                                                                      | Ситуация в Афганистане |
| 1807      | 31 марта 2008    | 15-0-0                                                                      | Ситуация в отношении Демократической Республики Конго |
| 1808      | 15 апреля 2008   | 15-0-0                                                                      | Ситуация в Грузии |
| 1809      | 16 апреля 2008   | 15-0-0                                                                      | Мир и безопасность в Африке |
| 1810      | 25 апреля 2008   | 15-0-0                                                                      | Нераспространение оружия массового уничтожения |
| 1811      | 29 апреля 2008   | 15-0-0                                                                      | Ситуация в Сомали |
| 1812      | 30 апреля 2008   | 15-0-0                                                                      | Доклады Генерального секретаря по Судану |
| 1813      | 30 апреля 2008   | 15-0-0                                                                      | Ситуация вокруг Западной Сахары |
| 1814      | 15 мая 2008      | 15-0-0                                                                      | Ситуация в Сомали |
| 1815      | 2 июня 2008      | 15-0-0                                                                      | Ситуация на Ближнем Востоке |
| 1816      | 2 июня 2008      | 15-0-0                                                                      | Ситуация в Сомали |
| 1817      | 11 июня 2008     | 15-0-0                                                                      | Ситуация в Афганистане |
| 1818      | 13 июня 2008     | 15-0-0                                                                      | Ситуация на Кипре |
| 1819      | 18 июня 2008     | 15-0-0                                                                      | Ситуация в Либерии |
| 1820      | 19 июня 2008     | 15-0-0                                                                      | Женщины и мир и безопасность |
| 1821      | 27 июня 2008     | 15-0-0                                                                      | Ситуация на Ближнем Востоке |
| 1822      | 30 июня 2008     | 15-0-0                                                                      | Угрозы международному миру и безопасности, вызванные террористическими актами |
| 1823      | 10 июля 2008     | 15-0-0                                                                      | Ситуация в отношении Руанды |
| 1824      | 18 июля 2008     | 15-0-0                                                                      | Международный трибунал по Руанде |
| 1825      | 23 июля 2008     | 15-0-0                                                                      | Письмо Генерального секретаря от 22 ноября 2006 года на имя Председателя Совета Безопасности (S/2006/920) |
| 1826      | 29 июля 2008     | 15-0-0                                                                      | Ситуация в Кот-д'Ивуаре |
| 1827      | 30 июля 2008     | 15-0-0                                                                      | Ситуация между Эритреей и Эфиопией |
| 1828      | 31 июля 2008     | 14-0-1 (воздержались: США)                                                  | Доклады Генерального секретаря по Судану |
| 1829      | 4 августа 2008   | 15-0-0                                                                      | Ситуация в Сьерра-Леоне |
| 1830      | 7 августа 2008   | 15-0-0                                                                      | Ситуация вокруг Ирака |
| 1831      | 19 августа 2008  | 15-0-0                                                                      | Ситуация в Сомали |
| 1832      | 27 августа 2008  | 15-0-0                                                                      | Ситуация на Ближнем Востоке |
| 1833      | 22 сентября 2008 | 15-0-0                                                                      | Ситуация в Афганистане |
| 1834      | 24 сентября 2008 | 15-0-0                                                                      | Положение в Чаде, Центральноафриканской Республике и субрегионе |
| 1835      | 27 сентября 2008 | 15-0-0                                                                      | Нераспространение |
| 1836      | 29 сентября 2008 | 15-0-0                                                                      | Ситуация в Либерии |
| 1837      | 29 сентября 2008 | 15-0-0                                                                      | Международный трибунал по бывшей Югославии |
| 1838      | 7 октября 2008   | 15-0-0                                                                      | Ситуация в Сомали |
| 1839      | 9 октября 2008   | 15-0-0                                                                      | Ситуация в Грузии |
| 1840      | 14 октября 2008  | 15-0-0                                                                      | Ситуация в отношении Гаити |
| 1841      | 15 октября 2008  | 15-0-0                                                                      | Доклады Генерального секретаря по Судану |
| 1842      | 29 октября 2008  | 15-0-0                                                                      | Ситуация в Кот-д’Ивуаре |
| 1843      | 20 ноября 2008   | 15-0-0                                                                      | Ситуация в отношении Демократической Республики Конго |
| 1844      | 20 ноября 2008   | 15-0-0                                                                      | Ситуация в Сомали |
| 1845      | 20 ноября 2008   | 15-0-0                                                                      | Ситуация в Боснии и Герцеговине |
| 1846      | 2 декабря 2008   | 15-0-0                                                                      | Ситуация в Сомали |
| 1847      | 12 декабря 2008  | 15-0-0                                                                      | Ситуация на Кипре |
| 1848      | 12 декабря 2008  | 15-0-0                                                                      | Ситуация на Ближнем Востоке |
| 1849      | 12 декабря 2008  | 15-0-0                                                                      | Международный трибунал по бывшей Югославии |
| 1850      | 16 декабря 2008  | 14-0-1 (воздержалась: Ливия)                                                | Ситуация на Ближнем Востоке, включая палестинский вопрос |
| 1851      | 16 декабря 2008  | 15-0-0                                                                      | Ситуация в Сомали |
| 1852      | 16 декабря 2008  | 15-0-0                                                                      | Ситуация на Ближнем Востоке |
| 1853      | 19 декабря 2008  | 15-0-0                                                                      | Ситуация в Сомали |
| 1854      | 19 декабря 2008  | 15-0-0                                                                      | Ситуация в Либерии |
| 1855      | 19 декабря 2008  | 15-0-0                                                                      | Международный трибунал по Руанде |
| 1856      | 22 декабря 2008  | 15-0-0                                                                      | Ситуация в отношении Демократической Республики Конго |
| 1857      | 22 декабря 2008  | 15-0-0                                                                      | Ситуация в отношении Демократической Республики Конго |
| 1858      | 22 декабря 2008  | 15-0-0                                                                      | Ситуация в Бурунди |
| 1859      | 22 декабря 2008  | 15-0-0                                                                      | Ситуация вокруг Ирака |
| 1860      | 9 января 2009    | 14-0-1 (воздержались: США)                                                  | Ситуация на Ближнем Востоке, включая палестинский вопрос |
| 1861      | 14 января 2009   | 15-0-0                                                                      | Положение в Чаде, Центральноафриканской Республике и субрегионе |
| 1862      | 14 января 2009   | 15-0-0                                                                      | Мир и безопасность в Африке |
| 1863      | 16 января 2009   | 15-0-0                                                                      | Ситуация в Сомали |
| 1864      | 23 января 2009   | 15-0-0                                                                      | Продление мандата Миссии ООН в Непале до 23 июля 2009 года |
| 1865      | 27 января 2009   | 15-0-0                                                                      | Ситуация в Кот-д'Ивуаре |
| 1866      | 13 февраля 2009  | 15-0-0                                                                      | Продление Миссии ООН по наблюдению в Грузии |
| 1867      | 26 февраля 2009  | 15-0-0                                                                      | Продление Интегрированной миссии ООН в Восточном Тиморе до 26 февраля 2010 года |
| 1868      | 23 марта 2009    | 15-0-0                                                                      | Ситуация в Афганистане. Продление МООНСА до 23 марта 2010 года |
| 1869      | 25 марта 2009    | 15-0-0                                                                      | Приветствует новое назначение Валентина Инцко Верховным представителем по Боснии и Герцеговине |
| 1870      | 30 апреля 2009   | 15-0-0                                                                      | Продление Миссии ООН в Судане до 30 апреля 2010 года |
| 1871      | 30 апреля 2009   | 15-0-0                                                                      | Продление Миссии ООН по проведению референдума в Западной Сахаре до 30 апреля 2010 года |
| 1872      | 26 мая 2009      | 15-0-0                                                                      | Продление Миссии Африканского союза в Сомали (АМИСОМ) до 31 января 2010 года |
| 1873      | 29 мая 2009      | 14-1-0 (против: Турция)                                                     | Продление мандата Вооружённых сил ООН по поддержанию мира на Кипре до 15 декабря 2009 года |
| 1874      | 12 июня 2009     | 15-0-0                                                                      | Вводит дополнительные санкции в отношении КНДР после недавнего ядерного испытания |
| 1875      | 23 июня 2009     | 15-0-0                                                                      | Продлевает мандат Сил ООН по наблюдению за разъединением до 31 декабря 2009 года |
| 1876      | 26 июня 2009     | 15-0-0                                                                      | Продлевает мандат Отделения ООН по поддержке миростроительства в Гвинее-Бисау до 31 декабря 2009 года |
| 1877      | 7 июля 2009      | 15-0-0                                                                      | Продлевает срок полномочий судей Международного трибунала по бывшей Югославии до 31 декабря 2009 г. |
| 1878      | 7 июля 2009      | 15-0-0                                                                      | Продление срока полномочий судей ad litern и постоянных судей в Международном трибунале по Руанде до 31 декабря 2009 и 2010 годов, соответственно, и о внесении поправок в статью 13 Устава Международного трибунала |
| 1879      | 23 июля 2009     | 15-0-0                                                                      | Продление мандата Миссии ООН в Непале до 23 января 2010 года |
| 1880      | 30 июля 2009     | 15-0-0                                                                      | Продлевает мандат Операции ООН в Кот-д'Ивуаре до 31 января 2010 года |
| 1881      | 30 июля 2009     | 15-0-0                                                                      | Продлевает Совместную операцию Африканского союза - ООН в Дарфуре до 31 июля 2010 года |
| 1882      | 4 августа 2009   | 15-0-0                                                                      | Осуждает использование и призывает государства-члены уважать резолюции против использования детей в вооружённых конфликтах                                                                                           |
| 1883      | 7 августа 2009   | 15-0-0                                                                      | Продление мандата Миссии ООН по содействию Ираку |
| 1884      | 27 августа 2009  | 15-0-0                                                                      | Продление мандата Временных сил ООН в Ливане до 31 августа 2010 года |
| 1885      | 15 сентября 2009 | 15-0-0                                                                      | Продление мандата Миссии ООН в Либерии до 30 сентября 2010 года |
| 1886      | 15 сентября 2009 | 15-0-0                                                                      | Продление мандата Объединённого представительства ООН по миростроительству в Сьерра-Леоне до 30 сентября 2010 года                                                                                                   |
| 1887      | 24 сентября 2009 | 15-0-0 глав государств или правительств и постоянных представителей (Ливия) | Заявление о поддержке прекращения распространения ядерного оружия и обеспечение сокращения запасов ядерного оружия и расщепляющихся материалов                                                                       |
| 1888      | 30 сентября 2009 | 15-0-0                                                                      | Уполномочивает миссии по поддержанию мира защищать женщин и девочек от сексуального насилия в условиях вооружённого конфликта                                                                                        |
| 1889      | 5 октября 2009   | 15-0-0                                                                      | Подтверждает резолюцию 1325 (2000) о женщинах и мире и безопасности и осуждает продолжающееся сексуальное насилие в отношении женщин в конфликтных и постконфликтных ситуациях                                       |
| 1890      | 8 октября 2009   | 15-0-0                                                                      | Осуждает «самым решительным образом» взрыв террориста-смертника в посольстве Индии в Афганистане |
| 1891      | 13 октября 2009  | 15-0-0                                                                      | Продление мандата Группы экспертов в Судане по мониторингу эмбарго на поставки оружия и санкций до 15 октября 2010 года                                                                                              |
| 1892      | 13 октября 2009  | 15-0-0                                                                      | Продление мандата Миссии ООН по стабилизации в Гаити (МООНСГ) до 15 октября 2010 года |
| 1893      | 29 октября 2009  | 15-0-0                                                                      | Возобновление мер в отношении оружия, финансов и поездок, запрет на ввоз необработанных алмазов из Кот-д'Ивуара, продление мандата Группы экспертов до 31 октября 2010 года                                          |
| 1894      | 11 ноября 2009   | 15-0-0                                                                      | Призывает государства-члены уважать права гражданских лиц в вооружённом конфликте и действовать в соответствии с международным правом                                                                                |
| 1895      | 18 ноября 2009   | 15-0-0                                                                      | Разрешение государств-членов создать ещё на 12 месяцев многонациональные стабилизационные силы (EUFOR) в Боснии и Герцеговине, которые заменят SFOR                                                                  |
| 1896      | 30 ноября 2009   | 15-0-0                                                                      | Продление мандата комитета, учрежденного резолюцией 1533 (2004), и расширение мер в отношении оружия, транспорта, финансов и поездок в отношении Демократической Республики Конго, введённых резолюцией 1807 (2008)  |
| 1897      | 30 ноября 2009   | 15-0-0                                                                      | Об актах пиратства и вооружённого разбоя против судов в водах у берегов Сомали |
| 1898      | 14 декабря 2009  | 14-1-0 (против: Турция)                                                     | Продление мандата Вооружённых сил ООН по поддержанию мира на Кипре до 15 июня 2010 года |
| 1899      | 16 декабря 2009  | 15-0-0                                                                      | Продление мандата Сил ООН по наблюдению за разъединением до 30 июня 2010 года |
| 1900      | 16 декабря 2009  | 15-0-0                                                                      | Продление срока полномочий постоянных судей и судей ad litem Международного трибунала по бывшей Югославии и временное изменение пункта 1 статьи 12 Устава Международного трибунала                                   |

## Внешние ссылки
- Резолюции Совета Безопасности ООН